# Népliget (métro de Budapest)
Népliget est une station du métro de Budapest. Elle est sur la  .

## Historique de la station
La station de métro Népliget permet la correspondance avec la grande Gare routière internationale de Budapest-Népliget exploitée par la société Volánbusz. Elle assure la correspondace avec les lignes d'autobus urbains, les lignes d'autocars inter-urbains et internationales ainsi qu'avec une ligne de tramway.

## Lieu remarquable à proximité
- Parc Népliget
- Planétarium